# Rallina
Rallina G. R. Gray, 1846 è un genere di uccelli della famiglia dei Rallidi.

## Tassonomia
Comprende quattro specie:
- Rallina tricolor G. R. Gray, 1858 - rallina collorosso;
- Rallina canningi (Blyth, 1863) - rallina delle Andamane;
- Rallina fasciata (Raffles, 1822) - rallina zamperosse;
- Rallina eurizonoides (Lafresnaye, 1845) - rallina zampeardesia.

Questi uccelli, lunghi tra i 21 e i 34 cm, hanno un piumaggio prevalentemente castano o marrone, spesso screziato da macchie nere e bianche. R. tricolor vive nella regione australasiatica, mentre le restanti specie abitano il Sud-est asiatico.